# Линьтун
Линьту́н (кит. упр. 临潼, пиньинь Líntóng) — район городского подчинения города субпровинциального значения Сиань провинции Шэньси (КНР). Район назван по рекам Линьхэ и Тунхэ.

## История
В империи Цинь в этих местах в 231 году до н. э. был создан уезд Лии (郦邑县). После основания империи Хань уезд Лии был в 197 году до н. э. переименован в Синьфэн (新丰县). При империи Тан в 686 году он был переименован в Циншань (庆山县), но в 705 году ему было возвращено название Синьфэн. В 744 году был создан уезд Хуэйчан (会昌县). В 748 году уезды Синьфэн и Хуэйчан были объединены в уезд Чжаоин (昭应县).
При империи Сун в 1015 году из-за того, что административный центр уезда с востока огибает река Линьхэ, а с запада — река Тунхэ, уезд Чжаоин был переименован в Линьтун (临潼县).
После монгольского завоевания в 1267 году к уезду Линьтун был присоединён уезд Лиян.
В 1950 году был образован Специальный район Вэйнань (渭南专区), и уезд вошёл в его состав. В 1956 году он был расформирован, и уезд перешёл под непосредственное управление властей провинции Шэньси, а в 1958 году был передан под юрисдикцию города Сиань. В 1961 году был воссоздан Специальный район Вэйнань, и уезд вернулся в его состав. В 1966 году из состава уезда Линьтун был выделен район Яньлян. В 1969 году Специальный район Вэйнань был переименован в Округ Вэйнань (渭南地区). В 1983 году уезд Линьтун был опять передан под юрисдикцию города Сиань.
В 1997 году уезд Линьтун был преобразован в район городского подчинения.

## Административное деление
Район делится на 23 уличных комитета.